# Museu Etnològic de la Vall d'Albaida
Museu Etnològic Comarcal de la Vall d'Albaida, és un museu etnogràfic situat en la localitat de Benissoda, a la comarca valenciana de la Vall d'Albaida.
L'objectiu d'aquest museu, anomenat també Casal del Llaurador, és el de conservar i exposar una sèrie completa d'instruments i materials de treball que formaven part d'una casa de llauradors de la Vall d'Albaida, dedicats al cultiu de terres de secà principalment. La secció, possiblement, més interessant, és aquella formada per utensilis de cultiu i a l'elaboració de l'oli. També és interessant la col·lecció de pesos i mesures.
Forma part de la Xarxa de Museus Etnològics Locals de la Diputació de València.

## Història
La comarca de la Vall d’ Albaida és una comarca de la Comunitat Valenciana dedicada en gran manera a l'agricultura i a la indústria artesanal de productes derivats o relacionats amb l'agricultura i el marc geogràfic concret en què s'emmarca. Això comporta que la zona tinga un gran valor en patrimoni etnològic. Això va portar, al voltant de 1968, a que Francesc Ferri Martínez i altres veïns de Benissoda promocionessen la creació d'una col·lecció museogràfica que va acabar donant forma al Museu Etnològic Comarcal de la Vall d’ Albaida.
El museu actual és doncs l'herència d'una Col·lecció Museogràfica, el Casal del Llaurador, iniciativa particular i privada iniciada l'any 1968 per Francesc Ferri Martínez, que va comptar més tard, entre 1970-1973, amb la col·laboració d'altres veïns de la localitat, com Vicent Vidal Bonet i Josep Ferri Lluch. Aquests veïns de Benissoda, eren conscients del pas de la societat agrícola tradicional a la societat global, la qual cosa els va portar a recollir unes 600 peces, quotidianes i d'oficis antics, amb l'objectiu d'evitar la pèrdua d'aquesta història de la localitat que anava quedant en l'oblit a les noves generacions.
En 1973 la col·lecció es va situar a la casa abadia per a la seva visita pública. En 1977 es va crear l'associació “Casal del Llaurador” de Benissoda, la qual va incloure dins dels seus estatuts “culminar la instal·lació ja iniciada en 1973 del Museu Agrícola i de Costums” com a part dels seus objectius. Aquesta col·lecció es va promocionar molt en ser exposada reiterades vegades en un estand en la fira anual Iberflora (la primera vegada que s'exhibeixen en l'edició de 1977, però en premsa pot documetarse la seva presència en les convocatòries de 1978, 1980 i 1981) dedicada a les plantes ornamentals i les flors.
La Mancomunitat de Municipis de la Vall d'Albaida va adquirir la col·lecció l'any 1994  i l'Ajuntament va impulsar la construcció d'una nova casa per a la col·lecció.
El Museu Etnològic Comarcal de la Vall d'Albaida de Benissoda va ser inaugurat al desembre de 2014, després de la rehabilitació de la casa on té la seva seu, gràcies a l'ajuda de l'ETNO.Aquest mateix any s'havia conclòs l'última remodelació de l'edifici que havia de ser seu del museu, gràcies a la cooperació amb el Museu Valencià d'Etnologia.
Forma part de la Xarxa de Museus Etnològics Locals de la Diputació de València des de la seva creació entre 2016-2017.Per aquest motiu L’ETNO dins del seu programa de suport a les col·leccions i museus etnològics locals coordino, l'any 2017, la remodelació del museu  de Benissoda a petició de la Mancomunitat de Municipis de la Vall d'Albaida. Amb aquesta remodelació es pretenia, d'una banda, l'ampliació dels àmbits temàtics, sense caure en exclusiva en discursos tecnològics i aconseguir amb això donar una visió més social; per un altre, s'intentava donar a conèixer la gran varietat temàtica de la col·lecció de museu i establir llaços entre passat i present, sense caure en una visió nostàlgica. Aquestes millores al final aconseguirien augmentar els visites, tant a aquest museu com a altres museus i llocs interessants de la comarca.

## Descripció
La col·lecció inicial, el nom oficial de la qual era: Col·lecció Museogràfica d'Etnografia i Costum de la Vall d'Albaida, se situava en una típica casa de llaurador de la comarca, després del seu pas per la casa abadia en la dècada dels anys 70 del segle xx,i estava organitzada per seccions, i s'hi podien trobar des de l'objecte més quotidià d'una casa a l'eina més especialitzada utilitzada per un llaurador en les seves tasques agrícoles.

En l'actualitat la mostra permanent del museu se centra en activitats diverses i tradicionals de la Vall d'Albaida com són la indústria, l'artesania, les festes o l'explotació del bosc i la muntanya.

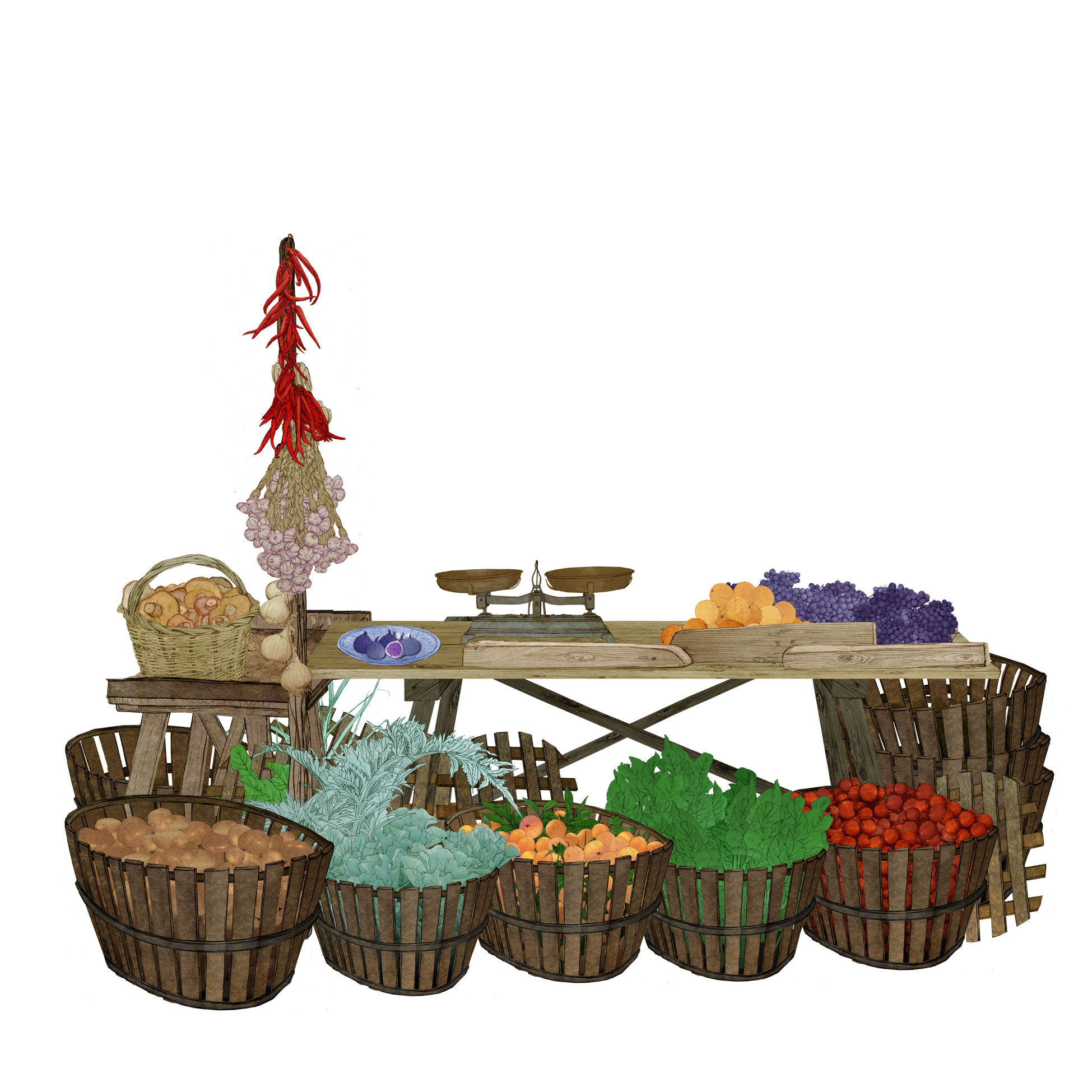
Venda ambulant
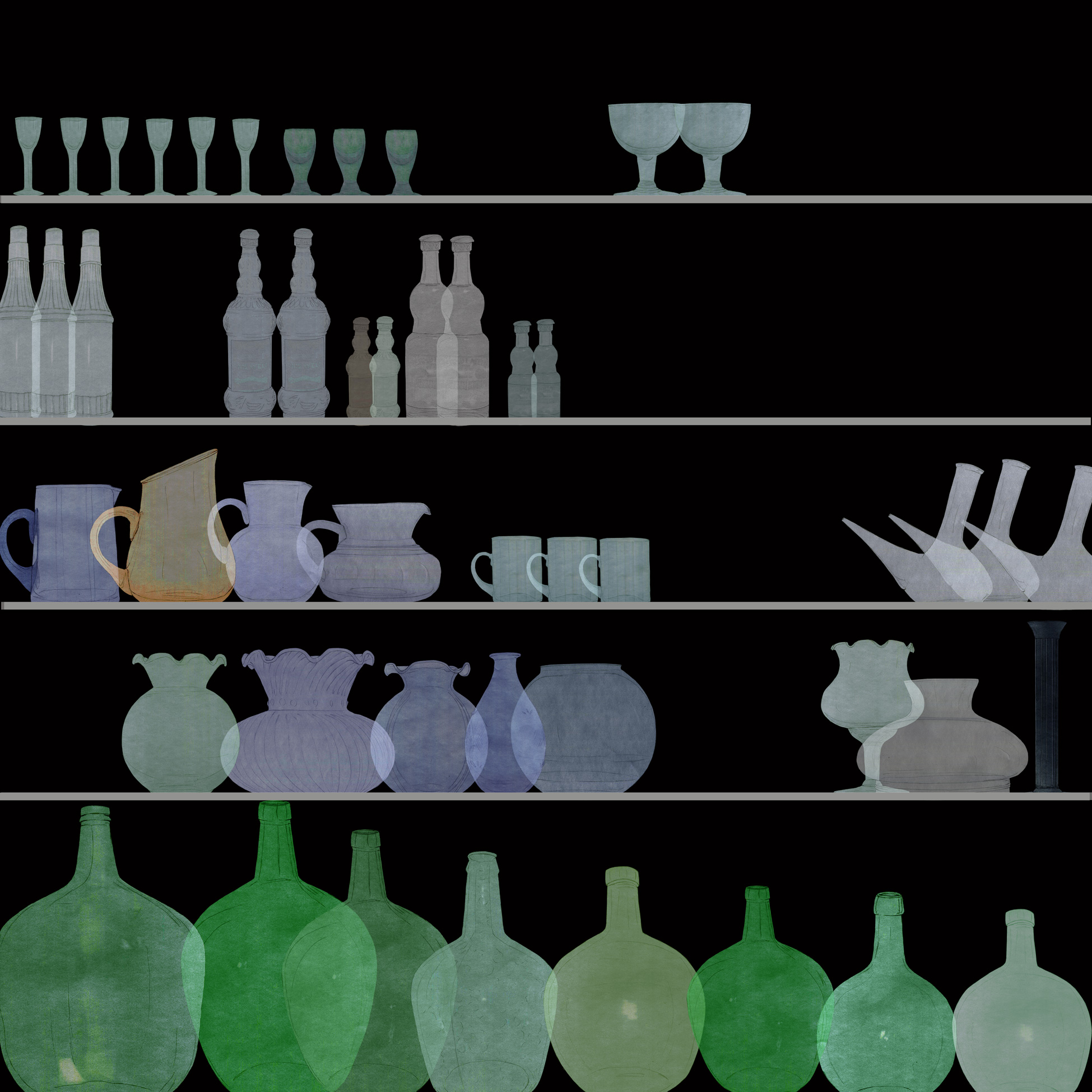
Cristal de l'Olleria
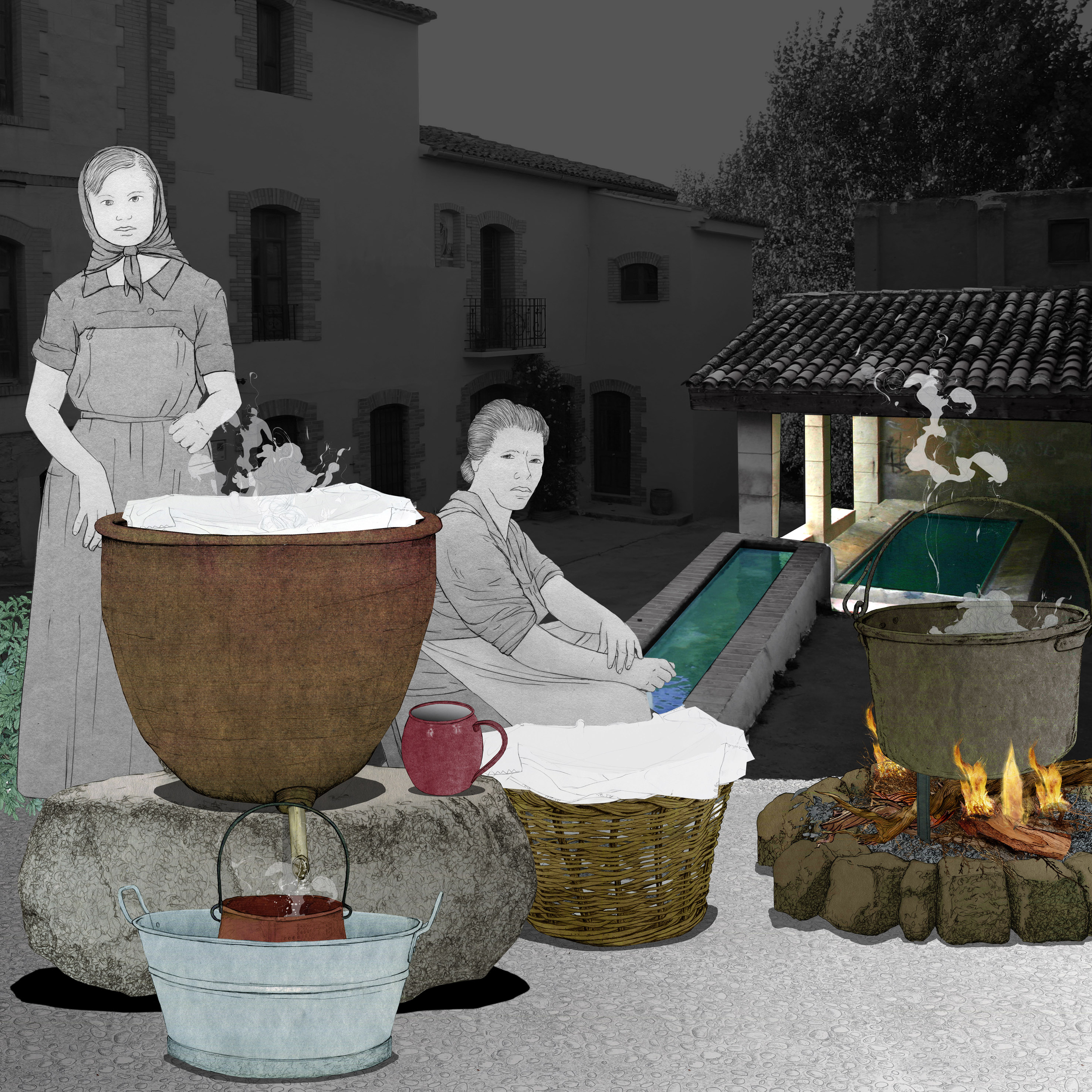
Dones al llavador
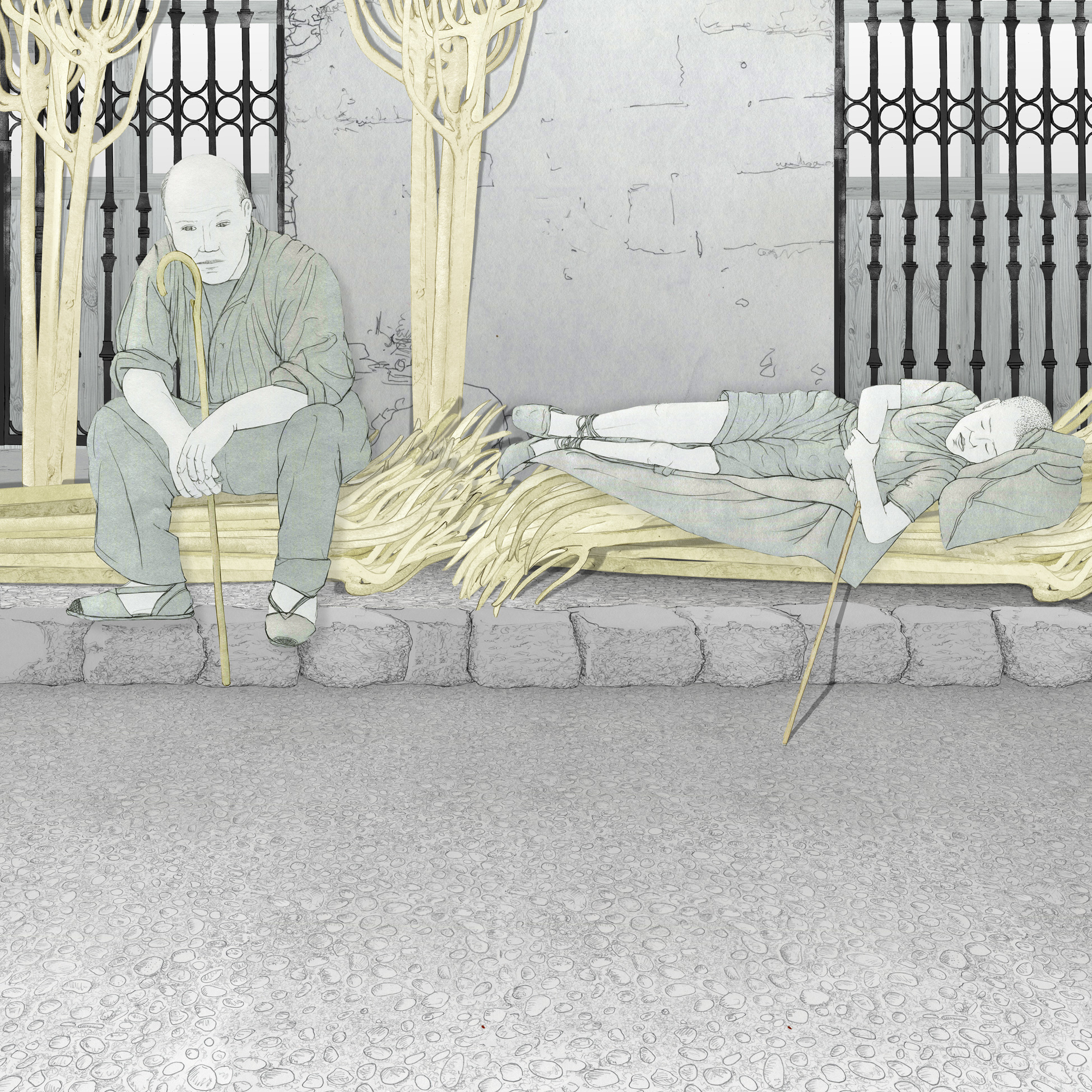
Treballant l'espart
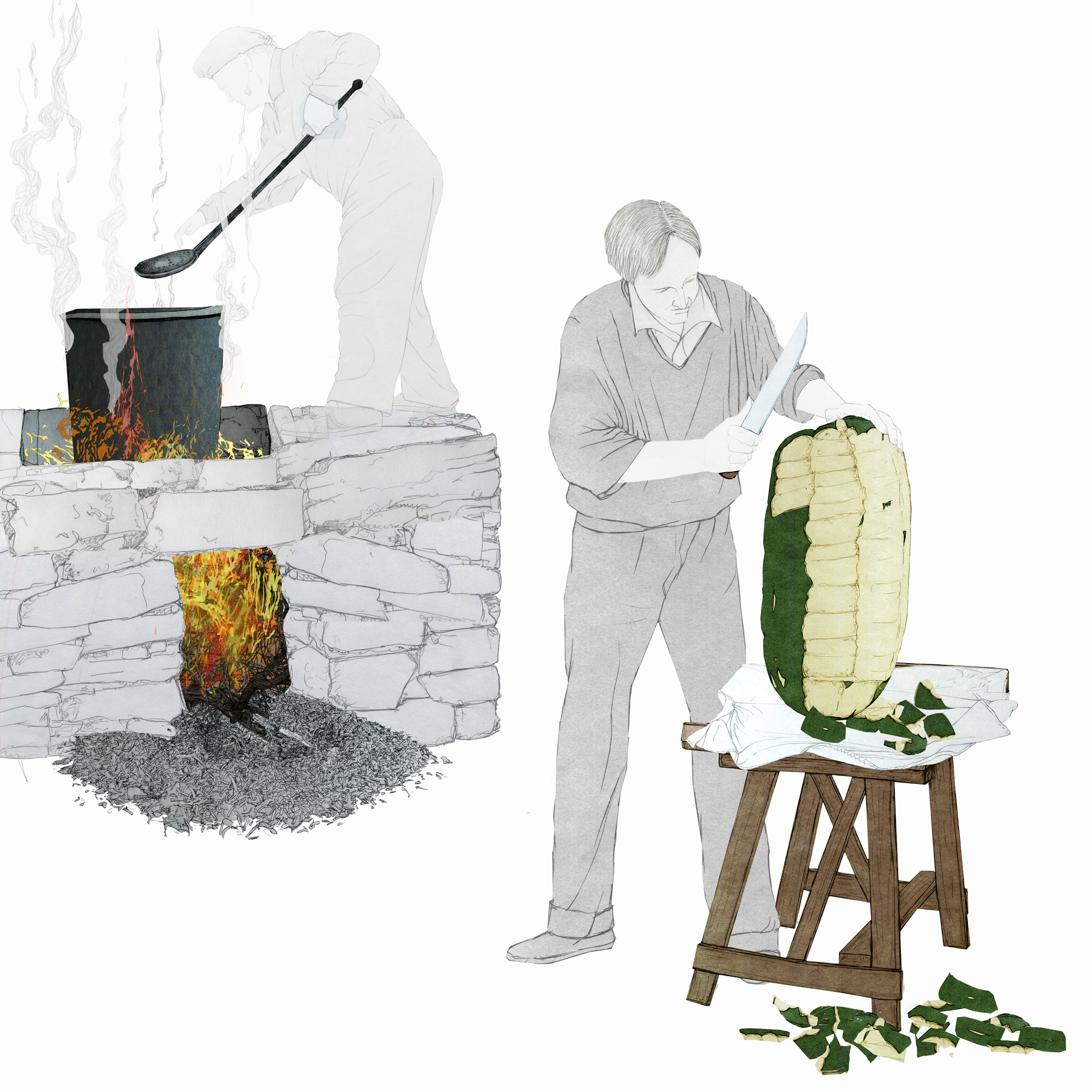
Preparant Arrop i Talladetes
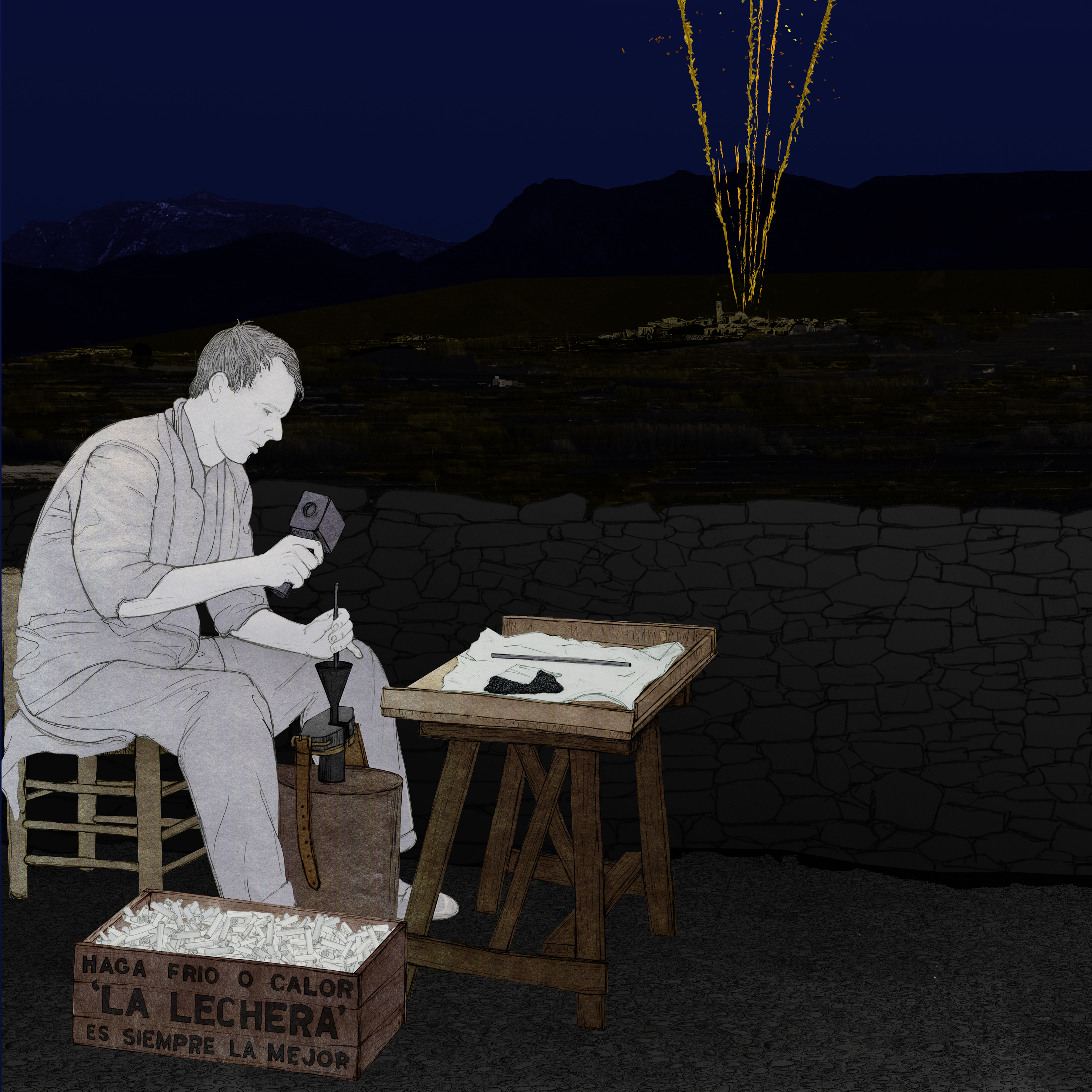
Treball amb pólvora per a la prirotècnia

La visita al museu et permet fer un recorregut històric pels 34 municipis de la citada comarca, donant a conèixer aspectes de la forma de vida dels seus habitants: labors artesanals, activitats d'oci i festa, gastronomia i cultura
En el museu podem distingir sis seccions:
1. El territori viscut. Que es desenvolupa al voltant d'un mercat, que sempre ha estat el símbol de les relacions socials i econòmiques. En aquesta secció es presenten les activitats més característiques tant de Benissoda com d'altres localitats de la comarca: la ramaderia, el transport, les comunicacions i el comerç de la neu.[10]
2. Temps de festa. Temps de treball.  En aquesta secció se'ns mostra la imatge d'un carrer en la qual es vol visibilitzar gran part de l'univers festiu de la comarca. En aquesta secció es plasma la forma particular de viure el temps en aquestes societats de base agrícola, sempre lligades als cicles naturals, i, les  societats de tipus industrial, regides per un temps mecànic i racionalitzat.[10]
3. Mans i màquines. És aquesta zona la que tracta de muestrar les activitats relacionades amb la transformació de les matèries primeres per a produir els objectes utilitzats en la vida quotidiana.[10]
4. Menjar i beure. Un altre ús dels productes agrícoles és la seva destinació gastronòmica que és el que recull aquesta nova secció, en la qual es fa una selecció de les activitats artesanals de transformació de productes agropecuaris.[10]
5. L'aigua: el líquid vital. Per a les societats agrícoles l'aigua era el bé més preuat, la seva absència o el seu excés podien arruïnar totalment les collites i en això la possibilitat de supervivència dels habitants de la zona, per això aquesta secció tracta de la presència de dos elements importantíssims: el pou, que permet portar l'aigua a l'àmbit no sols agrícola sinó també domèstic (exposant un ric conjunt de recipients ceràmics de la col·lecció del museu), i d'un altre costat el banc.[10]
6. El passat del Museu. És la secció del museu en la qual s'agraeix i homenatja les persones que van recollir objectes i van muntar les primeres mostres.[10]

El Museu Etnológio Comarcal de la Vall d'Albaida ofereix, a més, activitats didàctiques perquè els joves es familiaritzin amb les eines tradicionals, i per a visibilitzar i posar en valor les tradicions i costums dels habitants de la Comarca de la Vall d'Albaida, el consistori de Benissoda organitza unes rutes turístiques que parteixen del Museu etnogràfic de la localitat. Així es visibilitzen activitats avui pràcticament inexistents com la indústria  de l'espart de Benissoda, el vidre de Olleria, el tèxtil d'Ontinyent i Bocairent, les mantes d'Albaida o els licors de la Serra de la Mariola. Aquestes activitats compten amb el suport adrmás del consistori local, del Patronat de Turisme de la Diputació de València.